# 디지털 인터미디어트
디지털 인터미디어트(Digital Intermediate, DI) 또는 디지털 인터미디에이트는 일반적으로 영화를 디지털화하고 색상 및 기타 이미지 특성을 조작하는 영화 마무리 프로세스이다.

## 정의 및 개요
디지털 인터미디어트는 종종 광화학 타이밍 프로세스를 대체하거나 강화하며 일반적으로 극장에 배급되기 전 영화에 대한 최종 창의적 조정이다. 이는 편집을 용이하게 하기 위해 프로세스 초기에 필름을 스캔하고 색상을 조작하는 텔레시네 프로세스와 구별된다. 그러나 텔레시네와 DI 사이의 경계는 지속적으로 흐려지고 동일한 배경을 가진 컬러리스트가 동일한 하드웨어에서 실행하는 경우가 많다. 이 두 단계는 일반적으로 서로 다른 시점의 영화에서 전체 색상 관리 프로세스의 일부이다. 디지털 인터미디어트는 일반적으로 텔레시네 전송보다 더 높은 해상도와 더 높은 색상 충실도로 수행된다.
원래는 필름 스캐닝으로 시작하여 필름 녹화로 끝나는 프로세스를 설명하는 데 사용되었지만, 디지털 인터미디어트는 색상 교정, 색상 그레이딩, 심지어 디지털 카메라가 이미지 소스로 사용될 때 및 최종 마스터링을 설명하는 데에도 사용된다. 영화는 영화로 출력되지 않는다. 이는 영화 제작과 영화 프로젝션을 일치시키려고 노력하는 디지털 영화 촬영법과 디지털 프로젝션 기술의 최근 발전 덕분이다.
전통적인 광화학 필름 마감에서는 필름을 원본 카메라 네거티브에 노출시켜 인터미디어트를 생성한다. 그런 다음 인터미디어트는 극장에 배급되는 영화를 대량 생산하는 데 사용된다. 컬러 그레이딩은 인터미디어트를 노출시키는 데 사용되는 빨간색, 녹색, 파란색 빛의 양을 변경하여 수행된다.
디지털 인터미디어트 프로세스에서는 디지털 도구를 사용하여 색상 등급을 지정하므로 개별 색상과 이미지 영역을 훨씬 더 세밀하게 제어할 수 있고 이미지 구조(결, 선명도 등)를 조정할 수 있다. 그런 다음 필름 재생용 인터미디어트를 필름 레코더를 사용하여 생산할 수 있다. 기록 프로세스의 결과인 물리적 인터미디어트 필름은 디지털 인터미디어트 필름이라고도 하며 일반적으로 원본 카메라 네거티브(OCN)보다 본질적으로 입자가 더 미세한 인터네가티브(IN) 스톡에 기록된다.
DI로의 전환을 가능하게 한 주요 기술적 성과 중 하나는 3D 조회 테이블을 사용했다는 것이다. 이를 통해 디지털 이미지가 출시된 인쇄 용지에 인쇄된 후 어떻게 보일지 모방할 수 있다. 이를 통해 영화 제작 과정에서 많은 양의 추측이 제거되었으며 위험을 줄이면서 컬러 그레이딩 과정에서 더 많은 자유가 허용되었다.
디지털 마스터는 디지털 프로젝션을 위한 영화의 DCI 호환 배포 소스로 사용되는 경우가 많다. 보관 목적으로 디지털 인터미디어트 프로세스 중에 생성된 디지털 마스터는 예상 수명이 100년 이상인 흑백 필름에 매우 안정적인 높은 동적 범위의 노랑-청록-마젠타(YCM) 분리로 기록될 수 있다. DI가 발명되기 이전부터 업계에서 오랫동안 사용되어 온 이 보관 형식은 디지털 데이터 기록 기술 및 파일 형식의 변화에 영향을 받지 않는 보관 매체를 제공한다. 그렇지 않으면 장기적으로 디지털 보관 자료를 읽을 수 없게 된다.
"필름 인터미디어트"는 디지털 비디오로 촬영한 프로젝트를 필름 스톡에 인쇄하고 다시 디지털 비디오로 전송하여 필름을 에뮬레이션하는 디지털 인터미디어트의 아날로그 변형이다. 이 용어는 2012년 오스카상을 수상한 단편 영화 "커퓨"(Curfew)에 사용된 이후 만들어졌다. 이 프로세스는 영화 듄 (2021년 영화)(2021)과 더 배트맨 (영화)(2022)에도 사용되었다.

## 역사
영화 이미지를 전자적으로 캡처하는 텔레시네 도구는 TV 방송만큼 오래되었지만 결과 이미지는 극장 배급을 위해 필름에 다시 노출하는 데 적합하지 않은 것으로 널리 간주되었다. 일반 필름과 인터컷할 수 있는 이미지를 생성하기에 충분한 품질을 갖춘 필름 스캐너와 레코더는 1970년대에 등장하기 시작했으며 1980년대 후반과 1990년대 초반에 상당한 개선이 이루어졌다. 이 기간 동안 전체 장편 영화를 디지털 방식으로 처리하는 것은 스캐너와 레코더가 매우 느리고 사용 가능한 컴퓨팅 성능에 비해 이미지 파일이 너무 크기 때문에 비현실적이었다. 대신 특수 시각 효과를 위해 개별 샷이나 짧은 시퀀스를 처리했다.
1992년에 시각 효과 감독자/프로듀서인 크리스 F. 우즈(Chris F. Woods)는 1993년 출시된 슈퍼 마리오 브라더스의 시각 효과를 제작하기 위해 디지털 스튜디오를 만들면서 여러 "기술 장벽"을 극복했다(2K 해상도의 VFX 플레이트 수(700개 이상)) 이는 또한 코닥이 최근 헐리우드에 개장한 Cinesite 시설에서 스캔하고 녹음한 최초의 필름이기도 하다. 이 프로젝트 기반 스튜디오는 디스크리트 로직(Discreet Logic, 현재의 오토데스크)의 플레임(Flame) 및 인페르노(Inferno) 시스템을 사용한 최초의 장편 영화로, 초기에는 고해상도/고성능 디지털 합성 시스템으로 널리 사용되었다.
시각 효과를 위한 디지털 필름 합성이 즉시 채택된 반면, VFX용 광학 프린터 사용은 빠르게 감소했다. 크리스 와츠(Chris Watts)는 1998년 장편 영화 플레전트빌 (영화)의 프로세스에 더욱 혁명을 일으켰으며 뉴 라인 시네마(New Line Cinema)의 최초 시각 효과 감독자가 되어 장편 실사 할리우드 영화의 대부분을 디지털 방식으로 스캔, 처리 및 기록했다. 처음부터 끝까지 디지털 인터미디어트 프로세스를 활용한 최초의 할리우드 영화는 <오 형제여 어디에 있는가>였다. 2000년과 유럽에서는 같은 해에 출시된 치킨 런이 있었다.
이 과정은 2000년대 중반에 급속히 확산되었다. 2005년에는 할리우드 영화의 약 50%가 디지털 인터미디어트 과정을 거쳤으며, 2007년 중반에는 약 70%로 증가했다. 이는 이 프로세스를 통해 영화 제작자에게 추가적인 창의적 옵션이 제공될 뿐만 아니라 디지털 시네마용 영화를 제작하기 위한 고품질 스캐닝 및 색상 조정이 필요하기 때문이다.

## 같이 보기
- 컬러 그레이딩
- 텔레시네